# Down on the Upside
Down on the Upside is het vijfde studioalbum van de Amerikaanse rockband Soundgarden. Het werd op 21 mei 1996 uitgebracht door A&M Records. Terwijl Soundgarden in navolging van het succesvolle Superunknown bezig was aan een wereldtournee werkte het aan een nieuw album. Op Down on the Upside klinkt de band minder heavy als op haar voorgaande albums en experimenteert het met een andere sound.
Ondanks dat het album aanvankelijk goed verkocht, werd het geen echte hit. De populariteit van grunge was afnemende, waardoor Down on the Upside het succes van haar voorganger Superunknown niet wist te benaderen.
Van het album verschenen de singles "Pretty Noose", "Burden in My Hand", "Blow Up the Outside World" en "Ty Cobb". Het album werd platina-bekroond door de RIAA. Ter promotie van het album ging de band wederom op wereldtournee. Aan het eind van deze tour in april 1997 werd Soundgarden opgeheven vanwege muzikale meningsverschillen tussen de bandleden. In 2010 kwam de band echter weer bij elkaar.

## Tracks
Alle lyrics geschreven door Chris Cornell, tenzij anders aangegeven.

| Nr. | Titel                     | Tekst      | Muziek       | Duur |
| --- | ------------------------- | ---------- | ------------ | ---- |
| 1.  | Pretty Noose              |            | Cornell      | 4:12 |
| 2.  | Rhinosaur                 |            | Matt Cameron | 3:14 |
| 3.  | Zero Chance               |            | Ben Shepherd | 4:18 |
| 4.  | Dusty                     |            | Shepherd     | 4:34 |
| 5.  | Ty Cobb                   |            | Shepherd     | 3:05 |
| 6.  | Blow Up the Outside World |            | Cornell      | 5:46 |
| 7.  | Burden in My Hand         |            | Cornell      | 4:50 |
| 8.  | Never Named               |            | Shepherd     | 2:28 |
| 9.  | Applebite                 |            | Cameron      | 5:10 |
| 10. | Never the Machine Forever | Kim Thayil | Thayil       | 3:36 |
| 11. | Tighter & Tighter         |            | Cornell      | 6:06 |
| 12. | No Attention              |            | Cornell      | 4:27 |
| 13. | Switch Opens              |            | Shepherd     | 3:53 |
| 14. | Overfloater               |            | Cornell      | 5:09 |
| 15. | An Unkind                 | Shepherd   | Shepherd     | 2:08 |
| 16. | Boot Camp                 |            | Cornell      | 2:59 |

## Bezetting
- Chris Cornell — zang, gitaar, mandoline en mandola op "Ty Cobb", piano op "Overfloater"
- Kim Thayil — gitaar
- Ben Shepherd — basgitaar, mandoline en mandola op "Ty Cobb"
- Matt Cameron — drums, percussie, moog-synthesizer op "Applebite"

## Hitnotering
| Album met eventuele hitnotering(en) in de Nederlandse Album Top 100 | Datum van verschijnen | Datum van binnenkomst | Hoogste positie | Aantal weken | Opmerkingen |
| ------------------------------------------------------------------- | --------------------- | --------------------- | --------------- | ------------ | ----------- |
| Down on the Upside                                                  | 21-05-1996            | 01-06-1996            | 12              | 9            |             |

| Album met hitnotering(en) in de Vlaamse Ultratop 200 albums | Datum van verschijnen | Datum van binnenkomst | Hoogste positie | Aantal weken | Opmerkingen |
| ----------------------------------------------------------- | --------------------- | --------------------- | --------------- | ------------ | ----------- |
| Down on the Upside                                          | 21-05-1996            | 01-06-1996            | 18              | 4            |             |